# Podhosta
Podhosta (deutsch Untergehag) ist eine Siedlung in der slowenischen Gemeinde Dolenjske Toplice im Südosten des Landes. Die Gegend ist Teil der historischen Region Unterkrain und gehört heute zur Region Jugovzhodna Slovenija (Südost-Slowenien). Das Dorf liegt am rechten Ufer der Krka (dt. Krainer Gurk) vor der Einmündung der Radeščica zwischen Loška vas und Meniška vas.